# Jeune Chœur d'Île-de-France
 (mai 2023).
Si vous disposez d'ouvrages ou d'articles de référence ou si vous connaissez des sites web de qualité traitant du thème abordé ici, merci de compléter l'article en donnant les références utiles à sa vérifiabilité et en les liant à la section « Notes et références ».
Le Jeune Chœur d'Île-de-France (JCIDF) est un chœur français (de Levallois), membre de l'association Academie Chorale d'Île-de-France (anciennement Chœurs Francis Bardot). Il fut fondé en 1999 par Francis Bardot. Il est composé de chanteurs allant en moyenne de 15 à 35 ans. Ce chœur réside actuellement au conservatoire Maurice Ravel de Levallois-Perret.

## Composition du chœur

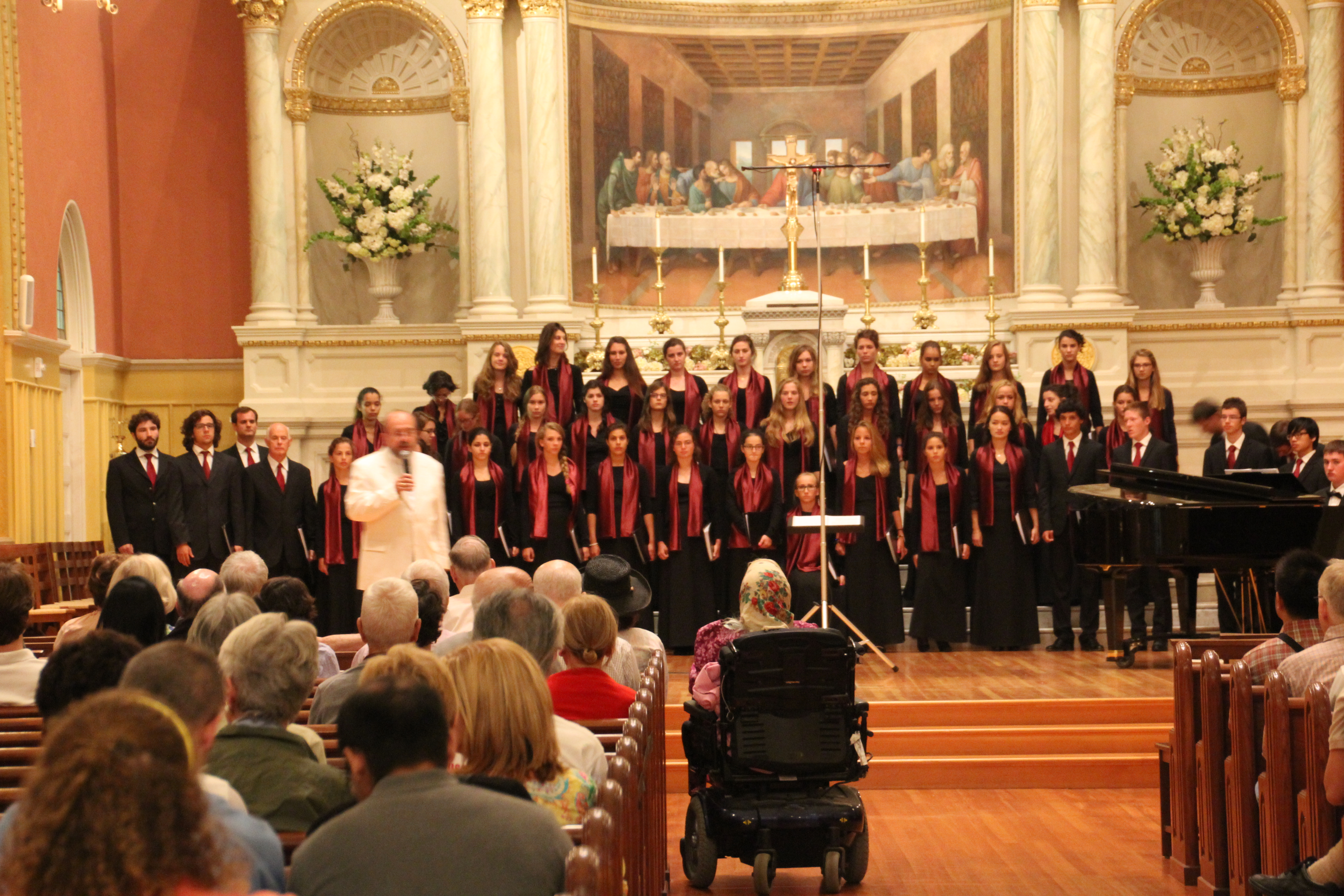
JCIDF à l'église Sainte-Cécile de Boston en 2012

Le JCIDF est composé d'une centaine de chanteurs -garçons et filles/hommes et femmes- répartis en 5 pupitres: soprano, alto, ténor, baryton et basse. Les chanteurs sont tous des chanteurs amateurs, ayant passé une sélection méthodique visant à ne garder que l'élite des candidats. Ce chœur est généralement composé des anciens enfants du CEIDF. Plusieurs anciens chanteurs du Jeune Chœur sont aujourd'hui devenus musiciens professionnels, et continuent de se produire ponctuellement avec lui en tant que solistes ou renforts de chœur lors de grandes productions.

## Direction Musicale
La direction musicale du Jeune Chœur d'Île-de-France est assurée depuis sa création par Francis Bardot, au même titre que celle du Chœur d'Enfants d'Île-de-France, réunis tous deux sous le titre d'Académie Chorale d'Île-de-France. 
Néanmoins, le Jeune Chœur est dirigé plus régulièrement, notamment depuis fin 2018, par Pierre-Louis de Laporte, lui-même ancien chanteur au sein du Chœur d'Enfants puis du Jeune Chœur d'Île-de-France, aujourd'hui chef de chœur et d'orchestre prodige, à tout juste vingt-et-un ans. 

## Programme du JCIDF
Ce chœur possède un large répertoire de grandes œuvres : requiems de Duruflé, Verdi, Mozart, Gabriel Fauré, Gounod, Gloria de Vivaldi, Messie de Haendel, Passion selon Saint-Jean de Bach et bien d'autres encore. Hébergé par le Conservatoire Maurice Ravel de Levallois, le chœur se produit également dans des productions d'opéra au sein du conservatoire (L'Enfant et les sortilèges, La flûte enchantée, La Bohème, Carmen, Pagliacci) avec l'orchestre symphonique du conservatoire dirigé par Vincent Renaud. Le répertoire du chœur change tous les ans.

Le JCIDF peut chanter accompagné par un pianiste attitré ou par un orchestre, comme a cappella. Cette dernière forme déjà bien présente au répertoire a pris de plus en plus d'importance dans les dispositifs de concerts du chœur depuis la prise de fonctions de Pierre-Louis de Laporte, qui y accorde une place prépondérante, en expérimentant des mises en espace différentes des standards du genre. Depuis septembre 2018, le chœur se produit dans un répertoire de musique exclusivement a capella, une compilation d’œuvres diverses du XVIIe au XXIe siècle, intitulée "Résonances".

## Lieux de concerts et de tournées
Le JCIDF se produit bien sûr à la Salle Ravel de Levallois, mais également dans d'autres salles ou églises parisiennes, telles que la Madeleine, la Trinité, Saint-Louis-des-Invalides, Saint-Eustache, la basilique de Saint-Denis, Sainte-Cécile, Saint-François de Sales etc.
Non seulement de se produire dans des églises, le JCIDF se produit dans d'autres salles de concert, telles que la salle Pleyel, la salle Gaveau; et aussi à l'étranger, comme à l'église Sainte-Cécile de Boston (États-Unis), la cathédrale Notre-Dame de Montréal (Canada), le théâtre Apollon d'Ermoupoli (Grèce)... souvent avec des orchestres prestigieux, tels que l'orchestre Bernard Thomas, l'orchestre Colonne, l'Ensemble Orchestral de Paris, ou encore l'orchestre Bel'Arte.
Les tournées se déroulent en France, en Grèce, au Canada, aux États-Unis, en Espagne etc.